# Country Music Hall of Fame
Ne doit pas être confondu avec Country Music DJ Hall of Fame.
Le Country Music Hall of Fame and Museum, que l'on peut traduire par « Temple de la renommée et musée du country », est une institution et un musée destiné à documenter l'histoire de la musique country, ainsi qu'à honorer ses membres les plus marquants. Situé à Nashville, Tennessee, l'immeuble contient le « temple de la renommée », constitué de plaques commémoratives recensant les artistes de musique country tels que désignés par la Country Music Association (CMA).

## Historique

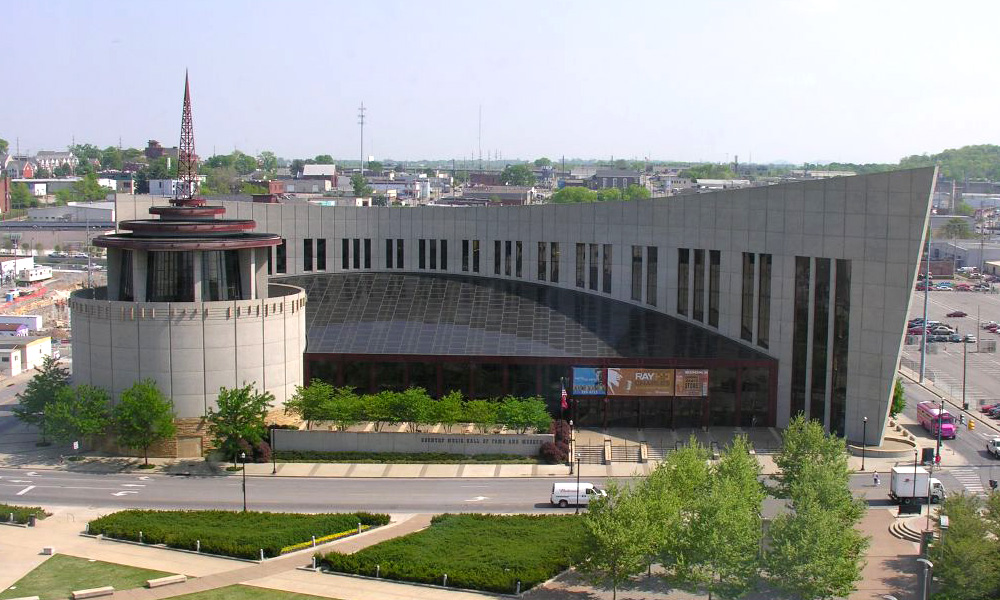
Bâtiment du Country Music Hall of Fame and Museum à Nashville.

En 1961, le CMA annonce la création du Country Music Hall of Fame. les premiers nommés sont Jimmie Rodgers, Fred Rose et Hank Williams. Des visages en bas relief et une courte biographie des nommés apparaissent sur des plaques en bronze. Elles sont exposées au Tennessee State Museum à Nashville jusqu'en 1967.
En 1963, le CMA annonce la construction du Country Music Hall of Fame and Museum sur le Music Row à Nashville. La même année, le Country Music Foundation (CMF) est fondé pour opérer le musée.
Le premier Country Music Hall of Fame and Museum ouvre ses portes le 1er avril 1967. En plus d'opérer le musée, la fondation s'occupe d'un programme d'éducation populaire, du CMF Press, du CMF Records, de la bibliothèque du CMF (1968), du site historique RCA Studio B (1977) et du Hatch Show Print (1986). Le 31 décembre 2000, le Country Music Hall of Fame and Museum est fermé.
Le 17 mai 2001, le CMF ouvre le nouveau site, construit au coût de 37 millions USD, au centre-ville de Nashville. Parmi les expositions, citons le Sing Me Back Home: A Journey through Country Music, une collection d'enregistrements, d'instruments, de costumes et de photographies. Le Hall of Fame Rotunda affiche les plaques de tous les nommés. Le Ford Theatre est aussi partie de l'immeuble.
L'extérieur de l'immeuble est décoré de symboles. Le plus visible est constitué de fenêtres qui ressemblent à des touches noires de piano. Un symbole moins visible ressemble à une tour de transmission radio, rappelant une tour située à quelques kilomètres de Nashville. Les disques qui entourent cette image symbolise la tailles du disques microsillon et du CD, support qui ont servi à enregistrer la musique country. Vu de haut (), l'immeuble présente la forme d'une clé de fa. Le coin nord-ouest de l'immeuble rappelle l'arrière de la voiture Chevrolet Bel Air.

## Lauréats
- 2013 : Jack Clement - Bobby Bare - Kenny Rogers
- 2012 : Garth Brooks - Hargus "Pig" Robbins - Connie Smith
- 2011 : Bobby Braddock - Reba McEntire - Jean Shepard
- 2010 : Jimmy Dean - Ferlin Husky - Billy Sherrill - Don Williams
- 2009 : Charlie McCoy - Barbara Mandrell - Roy Clark
- 2008 : Tom T. Hall - Emmylou Harris - Statler Brothers - Ernest Stoneman
- 2007 : Ralph Emery - Vince Gill - Mel Tillis
- 2006 : Harold Bradley - Sonny James - George Strait
- 2005 : Alabama - DeFord Bailey - Glen Campbell
- 2004 : Jim Foglesong -  Kris Kristofferson
- 2003 : Floyd Cramer - Carl Smith
- 2002 : Bill Carlisle -  Porter Wagoner
- 2001 : Bill Anderson -  The Delmore Brothers - The Everly Brothers - Don Gibson -  Homer and Jethro -  Waylon Jennings -  The Jordanaires - Don Law - The Louvin Brothers - Ken Nelson - Sam Phillips - Webb Pierce
- 2000 : Charley Pride -  Faron Young
- 1999 : Johnny Bond -  Dolly Parton -  Conway Twitty
- 1998 : George Morgan - Elvis Presley - Bud Wendell - Tammy Wynette
- 1997 : Harlan Howard -  Brenda Lee -  Cindy Walker
- 1996 : Patsy Montana -  Buck Owens -  Ray Price -  Marcel Dadi
- 1995 : Roger Miller -  Jo Walker-Meador
- 1994 : Merle Haggard
- 1993 : Willie Nelson - Red Lane
- 1992 : George Jones -  Frances Preston
- 1991 : Boudleaux & Felice Bryant
- 1990 : Tennessee Ernie Ford
- 1989 : Jack Stapp -  Cliffie Stone - Hank Thompson
- 1988 : Loretta Lynn -  Roy Rogers
- 1987 : Rod Brasfield
- 1986 : The Duke of Paducah - Wesley Rose
- 1985 : Flatt and Scruggs
- 1984 : Ralph Peer - Floyd Tillman
- 1983 : Little Jimmy Dickens
- 1982 : Lefty Frizzell - Roy Horton - Marty Robbins
- 1981 : Vernon Dalhart - Grant Turner
- 1980 : Johnny Cash - Connie B. Gay - Sons of the Pioneers
- 1979 : Hubert Long - Hank Snow
- 1978 : Grandpa Jones
- 1977 : Merle Travis
- 1976 : Paul Cohen - Kitty Wells
- 1975 : Minnie Pearl
- 1974 : Owen Bradley - Pee Wee King
- 1973 : Chet Atkins - Patsy Cline
- 1972 : Jimmie Davis
- 1971 : Arthur E. Satherley
- 1970 : The Carter Family
- 1969 : Gene Autry
- 1968 : Bob Wills
- 1967 : Red Foley - J. L. (Joe) Frank - Jim Reeves - Stephen H. Sholes
- 1966 : Eddy Arnold - Jim Denny - George D. Hay - Uncle Dave Macon
- 1965 : Ernest Tubb
- 1964 : Tex Ritter
- 1963 : aucun
- 1962 : Roy Acuff
- 1961 : Jimmie Rodgers - Fred Rose -  Hank Williams